# Le Jeu des perles de verre
Das Glasperlenspiel
Le Jeu des perles de verre, Essai de biographie du Magister Ludi Joseph Valet accompagné de ses écrits posthumes (titre original allemand : Das Glasperlenspiel, Versuch einer Lebensbeschreibung des Magister Ludi Josef Knecht samt Knechts hinterlassenen Schriften) est un roman utopique de Hermann Hesse. Hesse en commence la rédaction en 1931 et le fait publier en deux tomes en Suisse en 1943 après que le manuscrit a été refusé à la publication en Allemagne en raison des opinions de l'auteur, s'inscrivant notoirement à contre-courant du régime nazi. Ce sera son dernier grand roman et l'œuvre maîtresse à l'origine de l'attribution à Hesse du prix Nobel de littérature en 1946.
Il s'agit pour l'essentiel d'une biographie fictive écrite au XXVe siècle, celle de Joseph Valet (Josef Knecht), à la fois maître d'enseignement supérieur et guide spirituel dont on suit l'éducation, la carrière et l'évolution intellectuelle. L'histoire se déroule principalement en Castalie, province pédagogique imaginaire et ordre culturel. À travers la vie de Joseph Valet le lecteur découvre une autre manière de vivre la culture, et notamment son expression dans un jeu inédit, le Jeu des perles de verre qui donne son nom au roman.

## Genèse de l'œuvre
Le livre porte une dédicace « Aux Pèlerins d'Orient » (en allemand : « Den Morgenlandfahrern »), lesquels sont mentionnés également dans le premier chapitre d'introduction historique, en référence à l'histoire racontée dans le roman précédent paru en 1932, Le Voyage en Orient. Ce premier chapitre s'ouvre lui-même sur une épigraphe composée d'une citation latine (avec sa traduction « de la main de Joseph Valet », « In Josef Knechts handschriftlicher Übersetzung ») d'un savant scolastique fictif, Albertus Secundus, dont on apprend un peu plus loin qu'il est l'un des ancêtres intellectuels du jeu de perles de verre. Ce passage est extrait du vingt-huitième chapitre du premier livre de son traité rédigé en latin dont le titre abrégé est : Tract. de cristall. spirit paru aux éditions Clangor et Collof..
« Un pieux et consciencieux chroniqueur », dit la citation, est presque obligé de présenter « certaines choses dont l'existence n'est ni démontrable, ni vraisemblable, mais qui, du fait même que les hommes pieux et consciencieux en traitent quasiment comme si elles existaient, approchent un peu de l'être et de la possibilité de naître » (en allemand : « Der fromme und gewissenhafte Geschichtsschreiber » sei geradezu dazu genötigt, « auch irreale und unwahrscheinliche Sachverhalte darzustellen, welche eben dadurch, dass fromme und gewissenhafte Menschen sie gewissermaßen als seiende Dinge behandeln, dem Sein und der Möglichkeit des Geborenwerdens um einen Schritt näher geführt werden », et en latin : « verumtamen pio diligentique rerum scriptori plane aliter res se habet » [...] « quod pii diligentesque viril illas quasi ut entia tractant, enti nascendique facultati paululum appropinquant »).

## Projets antérieurs
Hesse prévoyait à l'origine d'écrire plusieurs vies différentes de la même personne au cours de ses différentes réincarnations. Au lieu de cela, il s'est concentré sur une histoire se déroulant dans le futur et a placé les trois histoires plus courtes, écrites par Joseph Valet lui-même à la fin du roman.
Deux ébauches d'une quatrième vie ont été publiées en 1965, la deuxième étant remaniée à la première personne et s'interrompant plus tôt. Datées de 1934, elles décrivent l'enfance et l'éducation de Knecht, qui est ici un théologien souabe, né une douzaine d'années après le traité de Ryswick, à l'époque du duc Eberhard-Louis de Wurtemberg. Pour dépeindre les autres personnages, Hesse s'inspire largement de biographies réelles : celles de Friedrich Christoph Oetinger, de Johann Friedrich Rock, de Johann Albrecht Bengel et de Nicolaus Zinzendorf, représentant la caste des mentors du piétisme. Knecht est fortement attiré par la musique, aussi bien celle de Pachelbel que celle, également du XVIIe siècle germanique, de Buxtehude. Le fragment s'interrompt lorsque Knecht, jeune contemporain de Bach assiste par hasard à un récital d'orgue donné par ce dernier à Stuttgart.

## Structure du livre
La forme du livre, bien plus que celle du roman, est celle de l'essai biographique. Celui-ci, d'environ 400 pages, est précédé d'une introduction au jeu des perles de verre (env. 40 p.), et comprend en annexe divers écrits laissés par le héros du livre (env. 140 p.): Des poésies de jeunesse ainsi que trois autobiographies fictives.

## Le Jeu

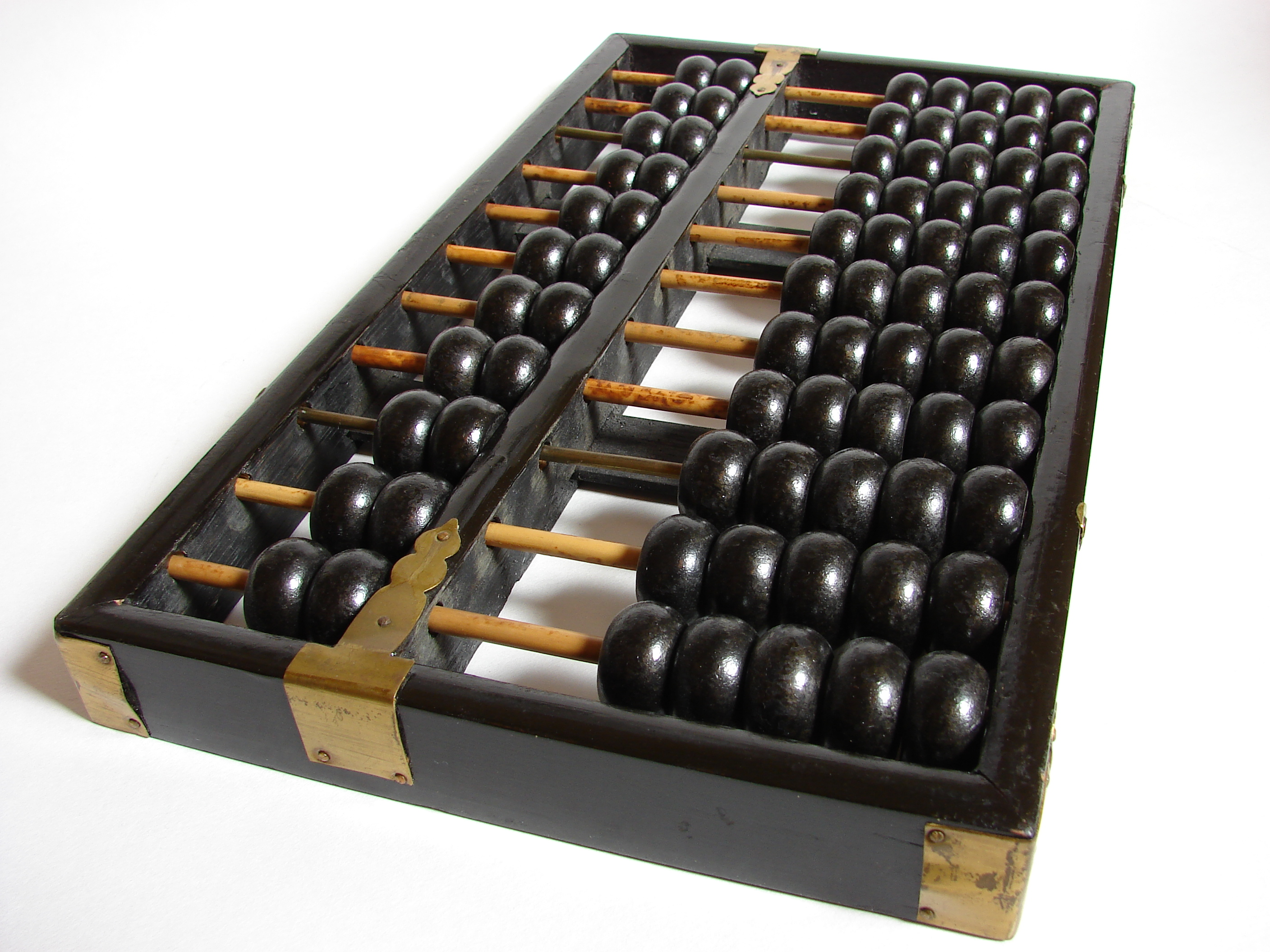
Le boulier (ici, un suanpan) est mentionné par le narrateur comme étant le support d'un précurseur du jeu des perles de verre inventé par le musicologue Bastian Perrot.

Les origines et l'évolution au cours du temps du jeu des perles de verre, ainsi que ses principes généraux, sont détaillés par le narrateur dans un chapitre inaugural préliminaire à la partie principale de forme biographique. Ce jeu réalise à ses débuts la synthèse pythagoricienne de la musique et des mathématiques puis par la suite de toutes les connaissances humaines, son formalisme abstrait étant capable de saisir tous les champs de la pensée et de la culture. Le Jeu va ainsi bien plus loin que les jeux de stratégie. Ses règles formelles ne sont pas précisées, mais de longs passages permettent de se faire une idée des qualités requises de la part des joueurs et de saisir l'importance de l'esthétique et de la spiritualité.

### Historique

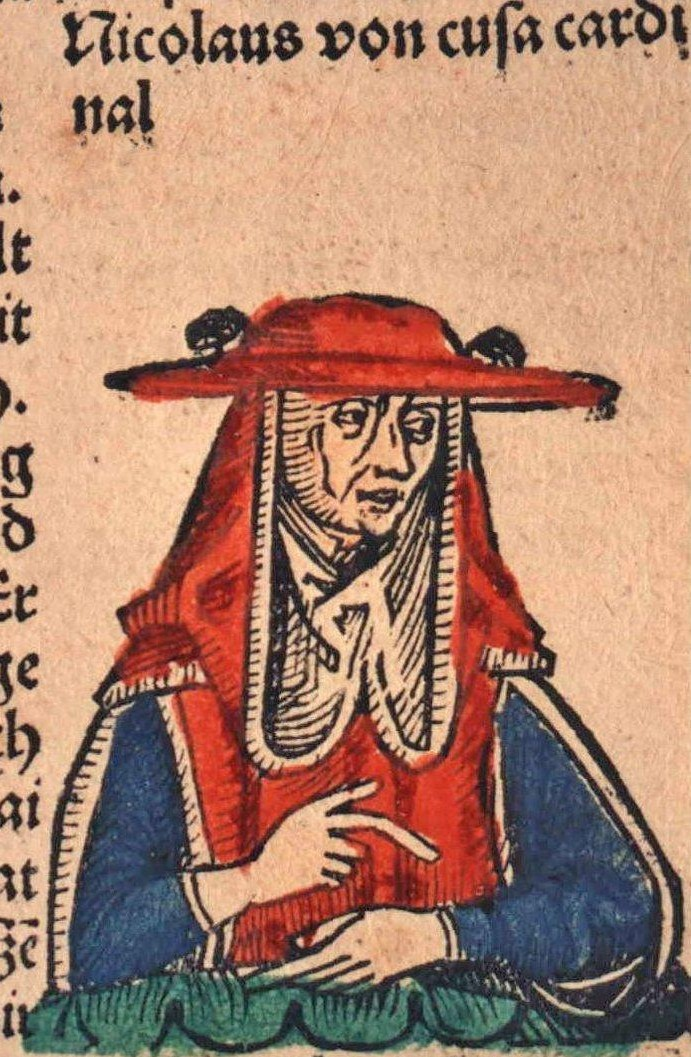
Nicolas de Cusa, coiffé du galero. Ses spéculations mathématiques figurent parmi les éléments ayant donné naissance au Jeu des perles de verre. Miniature extraite de la Chronique de Nuremberg (1493), de Hartmann Schedel (1440-1514).

Le Jeu des perles de verre a commencé comme divertissement de musicologues, avant de séduire les mathématiciens. Le narrateur cite comme ancêtres du jeu, outre Albertus Secundus, l'auteur médiéval fictif de l'épigraphe du traité, une personnalité historique réelle, le philosophe et théologien du XVe siècle Nicolas de Cusa (1401-1464), auteur d'un traité paru en 1463 intitulé De ludo globi dont « l'amour des mathématiques, le talent et le goût qu'il a d'appliquer les figures et les axiomes de la géométrie d'Euclide à des concepts théologico-philosophiques, en guise de symboles explicatifs, paraissent très proches de l'esprit du Jeu ».

### Principes
L'introduction qui forme le début de l'ouvrage indique que les règles du jeu sont codifiées de manière perfectionnée dans une écriture symbolique comportant une grammaire particulière, ce qui aboutit à une sorte de langage secret ou s'expriment à la fois les sciences et les arts et plus particulièrement les mathématiques et la musique en établissant des rapports entre elles. Le Jeu des perles de verre, poursuit le narrateur « se pratique donc avec toutes les substances et toutes les valeurs de notre culture », ce qui n'est pas sans rappeler, souligne le médiéviste allemand Andreas Speer, un autre jeu symbolique impliquant le jet d'objets également sphériques décrit par Cusa dans son « Jeu de la boule » :
« Was die Menschheit an Erkenntnissen, hohen Gedanken und Kunstwerken in ihren schöpferischen Zeitaltern hervorgebracht, was die nachfolgenden Perioden gelehrter Betrachtung auf Begriffe gebracht und zum intellektuellen Besitz gemacht haben, dieses ganze ungeheure Material von geistigen Werten wird vom Glasperlenspieler so gespielt wie eine Orgel vom Organisten, und diese Orgel ist von einer kaum auszudenkenden Vollkommenheit, ihre Manuale und Pedale tasten den ganzen geistigen Kosmos ab, ihre Register sind bei nahe unzählig, theoretisch ließe mit diesem Instrument der ganze geistige Weltinhalt sich im Spiele reproduzieren »
— Hermann Hesse, Das Glasperlenspiel

« Ce que l'humanité a produit au cours de ses ères créatrices dans le domaine de la connaissance, des grandes idées et des œuvres d'art, ce que les périodes de spéculation érudite qui suivirent ont ramené à des concepts et transformé en patrimoine intellectuel, tout cet immense matériel de valeurs spirituelles, le joueur de Perles de Verre en joue comme l'organiste de ses orgues, mais les siennes sont d'une perfection presque inconcevable ; leurs claviers et leurs pédales explorent le cosmos spirituel tout entier, leurs registres sont pour ainsi dire sans nombre, et théoriquement cet instrument permettrait de reproduire dans son jeu tout le contenu spirituel de l'univers »
— Le Jeu des perles de verre

## Vie de Joseph Valet

### La formation
Le jeune Joseph Valet est repéré par ses instituteurs comme un élève très doué. Il reçoit un jour la visite du Maître de Musique, qui vient se rendre compte par lui-même des qualités du garçon. L'examen, qui finalement a plus l'air d'un jeu musical que d'une pénible épreuve, se révèle concluant, et Joseph Valet rejoint l'internat de l'école d'élite de Waldzell, avec l'espoir de rejoindre un jour l'Ordre de Castalie.
C'est un tout autre monde qu'il découvre : une utopie de l'École (puis de l'Université), où on laisse les étudiants choisir leurs matières de prédilection. On voit ainsi Joseph refuser longtemps de participer aux cours sur le jeu des perles de verre, cette discipline pourtant centrale, la plus noble de toutes, parce que la plus abstraite et étrangère au monde.
Il préfère de loin se consacrer à la musique, ou à disputer avec son condisciple Plinio Designori, un fils de bonne famille, recevant une éducation d'élite, mais ayant vocation, sa formation terminée, à quitter ce monde utopique et à faire sa vie dans le monde ordinaire : Designori aime à débiter toutes sortes de critiques envers la Castalie, Joseph Valet met un point d'honneur à ne laisser aucun de ses arguments sans réponse. Joseph Valet profite également de ces années de formation pour apprendre le chinois dans un institut spécialisé dans les études confucéennes, et se fait disciple du Frère Aîné, un Castalien devenu ermite taoiste. C'est avec lui qu'il étudie la philosophie de Tchouang Tseu ainsi que le Yi King ou traité des mutations, le livre des oracles chinois.

### En mission
Un jour cependant, les études s'achèvent, Joseph Valet rejoint l'Ordre, et est envoyé en mission à Mariafels, un monastère bénédictin. La consigne est très vague – intéresser les moines au Jeu des perles de verre. Aussi, Joseph Valet décide-t-il de mettre à profit ce temps passé au monastère pour poursuivre ses études de musique : ces vieux murs renferment nombre de partitions originales ! À Mariafels, Joseph Valet fait la connaissance du Père Jacobus, un esprit remarquable, engagé dans le jeu politique et diplomatique de son temps, et que les qualités intellectuelles de Joseph Valet impressionnent. Ce dernier réussira même à intéresser le Père Jacobus à la Castalie et à ses idéaux. Après quelques années, Joseph Valet est rappelé et comprend le sens de sa mission : la Castalie cherche un rapprochement avec une Église Catholique que les guerres qui suivirent l'âge des éditorialistes ont revigorée, et tout contact est alors bon à prendre. Que Joseph ait pu faire changer d'opinion le Père Jacobus est en soi un énorme succès, mais on en demande encore davantage à Joseph Valet, qui repart en mission à Mariafels, auprès du Père Jacobus. Ce dernier, formé à la diplomatie n'est cependant pas dupe, mais se montre coopératif.

### Ludi Magister
De retour de sa mission à Mariafels, Joseph laisse clairement entendre qu'il n'a pas l'intention de devenir ambassadeur des Castaliens au Vatican, mais aimerait plutôt se consacrer à la musique et au Jeu des perles de verres. À Waldzell, il assiste à l'impuissance de l'ombre (le remplaçant) du Ludi Magister, tombé gravement malade juste avant les grandes cérémonies du Jeu : l'élite des joueurs chicane le remplaçant, qui n'est délivré de ses tourmenteurs que par la mort du Ludi Magister. L'Ordre, au vu des services rendus par Joseph, et de son talent personnel, décide de faire de lui le nouveau Ludi Magister, le responsable de tout ce qui touche de près ou de loin au jeu des jeux. Cette tâche demande un travail colossal, auquel Joseph se consacre corps et âme. Pour sa première Cérémonie, il construit, en collaboration avec son ami Tegularius, un jeu s'inspirant de la construction des maisons chinoises ; la Cérémonie est un succès, Joseph parvient à faire reconnaître sa supériorité sur l'élite, et les mois puis les années passent, où Joseph se donne complètement au Jeu et à l'Ordre. Durant ces années toutefois, il voit mourir le Maître de Musique, celui qui l'avait fait venir à Waldzell, et avec qui il avait lié des liens très étroits : une mort dans la sérénité.

### L'émancipation
Un jour, Joseph Valet revoit son vieil ami Designori : il compatit à tous les malheurs qui ont été son lot, mais il sent qu'il peut mettre à profit ce contact avec Designori pour faire une chose impensable pour les Castaliens, quitter l'Ordre et rejoindre le monde extérieur. C'est que les critiques portées par Designori n'ont jamais été complètement réfutées : la Castalie vit dans son petit monde, et cultive le Jeu des perles de verres comme une relique sacrée. Et d'ailleurs, sur le plan pédagogique, la Castalie produit des êtres complètement inadaptés, comme Tegularius par exemple.
Joseph Valet décide finalement de mettre son plan à exécution : après une dernière entrevue avec le chef suprême de l'Ordre, il deviendra le précepteur du fils de Designori, Tito. Mais Joseph ne survivra pas longtemps dans le monde extérieur : voulant rejoindre son disciple et lui montrer qu'il n'est pas un vieux professeur physiquement affaibli, Joseph se noie dans un lac de montagne, non sans avoir laissé une profonde impression sur Tito.

## Personnages

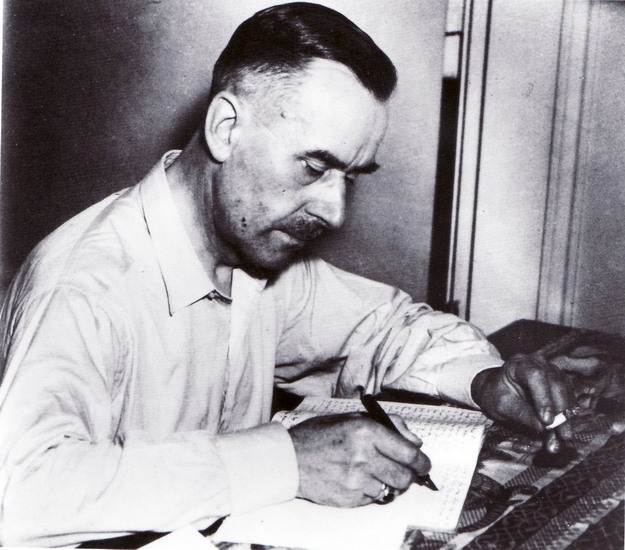
Thomas Mann a servi de modèle au personnage de Thomas de la Trave, le prédécesseur de Joseph Valet.

Le Jeu des perles de verre est un roman à clefs. Ainsi, les noms de certains personnages sont des allusions plus ou moins directes à des personnes réelles. Le prédécesseur de Valet ((de) Knecht) au poste de Magister Ludi était Thomas van der Trave, une référence à Thomas Mann né à Lübeck, située sur la rivière Trave, qui s'était lui-même reconnu en lisant le manuscrit. L'ami de Valet, Fritz Tegularius évoque Friedrich Nietzsche et le père Jacobus évoque l'historien suisse Jacob Burckhardt. Carlo Ferromonte est une version italienne du nom du neveu de Hesse, Karl Isenberg, et le nom de l'inventeur du jeu de perles de verre, Bastian Perrot de Calw, fait référence à Heinrich Perrot, propriétaire de la fabrique d'horloges où Hesse a travaillé après avoir abandonné l'école.

## Commentaires et analyses de l'œuvre
Nombreuses ont été les tentatives de décrire le jeu puisque Hesse n'en donne pas les clefs. Celles-ci pourtant renvoient immanquablement à son récit puisque finalement le jeu peut être effectivement joué et qu'il n'a point de comparaison possible avec un autre jeu ; il est une synthèse des activités artistiques de scène et un outil d'approfondissement philosophique. La rêverie est un aspect fondamental de ce que Hesse décrit et nous voyons qu'elle est encore combattue par un système de pensée qui aime tenir les hommes en compétition.

### La réalisation de soi
On découvre avec Le jeu des perles de verre un livre poétique et mathématique. Ce livre est à juste raison considéré comme l'un des plus ardus de Hermann Hesse. Il est pourtant question ici aussi de réalisation de soi : on nous conte la biographie fictive du haut dignitaire d'un hypothétique ordre philosophico-pédagogique. Le talent du héros lui permet d'accéder à la plus haute magistrature de l'ordre, celle de Ludi Magister. Malgré une certaine sécheresse factuelle, on est assez souvent gratifié de considérations psychologiques et philosophiques non dénuées d'intérêt sur la nature du pouvoir, sur l'ascendant de Valet, ou sur les effets négatifs de l'ambition. On a ici une doctrine presque confucéenne de la possession du pouvoir et de son usage : être pasteur d'homme n'est rien pour les arrivistes, c'est une charge, celle de servir le groupe plutôt que de suivre ses ambitions, et cette charge vient naturellement aux élus, avant même qu'ils ne s'en rendent compte.
Bien qu'écrivant encore un roman initiatique « classique », il le fait aussi de façon moderne, inversant les termes de la problématique maître/élève hégélienne et nietzschéenne (dont il était un lecteur fervent) et répondant à distance au roman de Goethe, Les Années d'apprentissage de Wilhelm Meister, qu'il considérait comme le chef-d'œuvre de la littérature allemande. En effet, le héros de Goethe s'appelle "Meister" (le "maître"), tandis que celui de Hesse se nomme "Joseph Valet", ceci de façon délibérée, Hesse considérant que seuls l'humilité et le "lâcher prise" étaient des « solutions » pour l'âme humaine, et l'esprit allemand en particulier (ce en quoi il s'opposait à Thomas Mann).

### L'Utopie et sa critique
L'action se situe « au début du XXVe siècle » après l' « âge de la page de variété », les guerres qui s'ensuivent et l'effondrement de la culture occidentale. Deux puissances y dominent la vie de l'esprit : l'Église Catholique et la Castalie, un ordre intellectuel élitiste, qui cultive le Jeu des perles de verre.
La Castalie n'aime pas la superficialité de notre époque, et par son Jeu, elle a trouvé un outil extraordinaire lui permettant d'explorer tous les champs de la connaissance humaine et la rigueur du raisonnement et de la pensée.
Ceux qui s'intéressent aux études sont donc priés de s'y consacrer entièrement (on note le mépris des castaliens pour le dilettantisme de leurs visiteurs) et de laisser derrière eux toute volition propre, puisque dorénavant, c'est l'Ordre qui veut pour eux : le chef suprême de l'Ordre reproche en particulier à Valet de vouloir suivre ses propres désirs et impulsions, lors de la dernière entrevue. La création artistique, elle aussi, est phagocytée par l'attrait pour le Jeu, et la poésie est interdite en Castalie : on a affaire à une utopie du type La République de Platon plutôt que de l'Abbaye de Thélème. La cité sait prendre soin de ses citoyens, qui finissent par abandonner un peu de leur individualité au profit de cette dernière, ils en abandonnent d'ailleurs d'autant plus qu'ils grimpent haut dans la hiérarchie : chaque responsabilité supplémentaire est une attache supplémentaire.
Remarquons que Hesse n'est pas dupe de certains défauts inhérents à sa Castalie, et qu'il laisse souvent voir ses réserves sur le caractère trop détaché de la vie utopique que mènent les Castaliens ; toute la dernière partie du livre est d'ailleurs consacrée à cette opposition entre la vie contemplative et la vraie vie : critique qui peut valoir aussi pour les ordres contemplatifs, pour l'université, ou les grandes bureaucraties kafkaïennes... mais ce sont des suppositions sur un futur éventuel.
En 1986, Timothy Leary, figure dominante du mouvement psychédélique aux États-Unis, fait un rapprochement entre le contrôle de la pensée par l'intelligence artificielle évoqué par Douglas Hofstadter dans Gödel, Escher, Bach : Les Brins d'une Guirlande Éternelle et celui qui serait exercé de la même manière par le Jeu des perles de verre,.

## Influences
Das Glasperlenspiel est le livre d'un Hesse vieillissant et érudit, qui parsème son texte d'allusions éclectiques, en une tentative de fusion des cultures occidentales (le formalisme de la philosophie scolastique, l'alchimie et la musicologie) et orientales (le Yi-King, le Yoga). Ces thèmes ont suscité à leur tour l'intérêt de plusieurs auteurs et artistes.

### Influences littéraires et philosophiques
Parmi les auteurs de science-fiction inspirés par Le Jeu des perles de verre, on peut mentionner:
- Frank Herbert, dans Dune[réf. nécessaire]
- Philip K. Dick, dans Maître du Haut-Château[réf. nécessaire]
- Isaac Asimov, dans son cycle de Fondation[réf. nécessaire].

Dans le domaine de la littérature non fictionnelle, les idées développées dans livre de Hesse transparaissent notamment chez :
- Oswald Spengler, dans Déclin de l'Occident où se manifeste l'influence de la philosophie confucéenne et avec elle, celle de toute la pensée chinoise[réf. nécessaire].

### Influences cinématographiques
- Il a également grandement influencé le réalisateur russe Andreï Tarkovski, qui le mentionne dans son Journal[réf. nécessaire].

### Influences musicales
- En 2020, le compositeur Christophe Chassol s'inspire de l'œuvre de Hesse pour un projet d'« ultrascore »[13] intitulé Ludi[14].

## Traductions

### En français
- Jacques Martin (1955), avec préface du traducteur.

### En anglais
- Mervyn Savill (1949), sous le titre : The Glass Bead Game
- Richard et Clara Winston (1969), avec avant-propos de Theodore Ziolkowski.

### En italien
La traduction d'Ervino Pocar (it), parue en 1955 sous le titre Il giuoco delle perle di vetro, a été plusieurs fois rééditée par Mondadori dans diverses collections, dont une dans la bibliothèque Oscar (no 35) comportant une introduction de Hans Mayer. Les autres éditions sont celles des collections Oscar narrativa (n. 719), Oscar classici moderni (n. 158) et I Meridiani

### En d'autre langues
- Néerlandais : Het Kralenspel - poging tot een levensbeschrijving van Magister Ludi Josef Knecht gevolgd door Knechts nagelaten werken, Amsterdam : De Bezige Bij, 1998.  (ISBN 9023424972).
- Russe :
- Ukrainien : Гра в бісер (Gra ve bicyer, Le jeu des perles). Переклад Євгена Поповича. Переклад віршів Ліни Костенко. Київ. Вища школа. 1983 - Traduit par Yevhen (Eugen) Popovych. Traduction des poèmes par Lina Kostenko. Kiev. École supérieure. 1983. передрук: Гра в бісер: роман / Г. Гессе ; пер. з нім. Є.О. Поповича.— Х. : Фоліо, 2001. — 510 с.— (Бібліотека світової літератури). Réimpression : Le jeu des perles : un roman / H. Hesse ; traduit de l'allemand par E. O. Popovych - Kharkiv : Folio, 2001. 510 p. - (Bibliothèque de la littérature mondiale).